# Шенор-Нортвю (Пенсільванія)
Шенор-Нортвю (англ. Shanor-Northvue) — переписна місцевість (CDP) в США, в окрузі Батлер штату Пенсільванія. Населення — 5133 особи (2020).

## Географія
Шенор-Нортвю розташований за координатами 40°54′50″ пн. ш. 79°55′8″ зх. д. / 40.91389° пн. ш. 79.91889° зх. д. (40.913834, -79.918960).  За даними Бюро перепису населення США в 2010 році переписна місцевість мала площу 17,55 км², з яких 17,49 км² — суходіл та 0,06 км² — водойми.

## Демографія
Згідно з переписом 2010 року, у переписній місцевості мешкала 5051 особа в 2208 домогосподарствах у складі 1435 родин. Густота населення становила 288 осіб/км².  Було 2314 помешкання (132/км²).
Расовий склад населення:
| - 97,1 % — білих - 1,2 % — азіатів - 0,5 % — чорних або афроамериканців - 0,1 % — корінних американців |

До двох чи більше рас належало 0,8 %. Частка іспаномовних становила 1,1 % від усіх жителів.
За віковим діапазоном населення розподілялося таким чином: 21,0 % — особи молодші 18 років, 57,2 % — особи у віці 18—64 років, 21,8 % — особи у віці 65 років та старші. Медіана віку мешканця становила 46,7 року. На 100 осіб жіночої статі у переписній місцевості припадало 85,8 чоловіків;  на 100 жінок у віці від 18 років та старших — 82,6 чоловіків також старших 18 років.
Середній дохід на одне домашнє господарство  становив 84 327 доларів США (медіана — 65 167), а середній дохід на одну сім'ю — 98 288 доларів (медіана — 73 750). Медіана доходів становила 52 335 доларів для чоловіків та 46 759 доларів для жінок. За межею бідності перебувало 5,8 % осіб, у тому числі 4,6 % дітей у віці до 18 років та 4,7 % осіб у віці 65 років та старших.
Цивільне працевлаштоване населення становило 2395 осіб. Основні галузі зайнятості: освіта, охорона здоров'я та соціальна допомога — 24,4 %, виробництво — 15,1 %, науковці, спеціалісти, менеджери — 12,5 %, роздрібна торгівля — 10,9 %.